# Artyom Kudryashov
Artyom Ivanovich Kudryashov (ur. 25 maja 1987 r. w Bekobodzie) – uzbecki wioślarz.

## Osiągnięcia
- Mistrzostwa Świata – Monachium 2007 – jedynka wagi lekkiej – 17. miejsce[1].
- Mistrzostwa Świata – Poznań 2009 – jedynka wagi lekkiej – 21. miejsce[1].